# Tharsis Montes
Pour les articles homonymes, voir Tharsis.
Les Tharsis Montes sont une chaîne de volcans traversant l'équateur de la planète Mars située sur le renflement de Tharsis, dans les quadrangles de Tharsis et de Phoenicis Lacus. Les trois principaux sommets de cet ensemble sont, du nord au sud, Ascraeus Mons (18 225 m), Pavonis Mons (14 058 m) et Arsia Mons (17 761 m) ; Ascraeus Mons est le deuxième sommet le plus élevé de Mars, après Olympus Mons (21 229 m) situé, quant à lui, au nord-ouest de ces volcans.

## Géologie
L'origine de cette formation est assez mal comprise : l'alignement de volcans est souvent associé, sur Terre, au mouvement d'une plaque lithosphérique au-dessus d'un point chaud, mais, sur Mars, aucune tectonique des plaques n'a jamais pu être mise en évidence, de sorte que les hypothèses s'orientent plutôt, pour ce qui concerne le renflement de Tharsis, vers le mouvement d'un point chaud sous l'écorce (qui, elle, serait donc demeurée fixe), voire vers la remontée d'un système de panaches mantelliques à l'origine de ces différents volcans.
|                                                                      |  |                                            |
| Carte de la région d'Olympus Mons et de la chaîne de Tharsis Montes. |  | Topographie de Tharsis Montes par le MOLA. |

Ces volcans se seraient formés il y a environ 3,55 milliards d'années, au début de l'Hespérien, dans un intervalle de temps très bref comparé à la durée de leur activité, ce qui ne plaide pas en faveur de l'hypothèse d'un point chaud unique qui aurait percé l'écorce en plusieurs endroits.
Uranius Patera, Uranius Tholus et Ceraunius Tholus forment un groupe de volcans — le groupe d'Uranius — situé au nord dans le prolongement de la chaîne de Tharsis Montes, en direction de Tempe Fossae ; ces volcans sont géologiquement liés à l'ensemble de Tharsis Montes, bien qu'ils y soient antérieurs et qu'ils n'y soient pas associés dans le cadre de la nomenclature géographique martienne.